# Henri-Roland Hercé
Henri-Roland Hercé (né à Marseille le 6 août 1919) est un acteur français.

## Filmographie
- 1954 : Le Rouge et le Noir de Claude Autant-Lara
- 1955 : French Cancan de Jean Renoir
- 1957 : Folies-Bergère de Henri Decoin